# Un Togolais sur la Lune
 (octobre 2023).
La mise en forme du texte ne suit pas les recommandations de Wikipédia : il faut le « wikifier ».
Les points d'amélioration suivants sont les cas les plus fréquents. Le détail des points à revoir est peut-être précisé sur la page de discussion.
- Les titres sont pré-formatés par le logiciel. Ils ne sont ni en capitales, ni en gras.
- Le texte ne doit pas être écrit en capitales (les noms de famille non plus), ni en gras, ni en italique, ni en « petit »…
- Le gras n'est utilisé que pour surligner le titre de l'article dans l'introduction, une seule fois.
- L'italique est rarement utilisé : mots en langue étrangère, titres d'œuvres, noms de bateaux, etc.
- Les citations ne sont pas en italique mais en corps de texte normal. Elles sont entourées par des guillemets français : « et ».
- Les listes à puces sont à éviter, des paragraphes rédigés étant largement préférés. Les tableaux sont à réserver à la présentation de données structurées (résultats, etc.).
- Les appels de note de bas de page (petits chiffres en exposant, introduits par l'outil «  Source ») sont à placer entre la fin de phrase et le point final[comme ça].
- Les liens internes (vers d'autres articles de Wikipédia) sont à choisir avec parcimonie. Créez des liens vers des articles approfondissant le sujet. Les termes génériques sans rapport avec le sujet sont à éviter, ainsi que les répétitions de liens vers un même terme.
- Les liens externes sont à placer uniquement dans une section « Liens externes », à la fin de l'article. Ces liens sont à choisir avec parcimonie suivant les règles définies. Si un lien sert de source à l'article, son insertion dans le texte est à faire par les notes de bas de page.
- La présentation des références doit suivre les conventions bibliographiques. Il est recommandé d'utiliser les modèles {{Ouvrage}}, {{Chapitre}}, {{Article}}, {{Lien web}} et/ou {{Bibliographie}}. Le mode d'édition visuel peut mettre en forme automatiquement les références.
- Insérer une infobox (cadre d'informations à droite) n'est pas obligatoire pour parachever la mise en page.

Pour une aide détaillée, merci de consulter Aide:Wikification.
Si vous pensez que ces points ont été résolus, vous pouvez retirer ce bandeau et améliorer la mise en forme d'un autre article.
Pour plus de détails, voir Fiche technique et Distribution.
Un Togolais sur la  Lune, est un film documentaire togolais de 35 minutes 38 secondes réalisé par Rémi Jennequin en 2012 qui parle du rêve d'un adolescent de 13 ans qui veut devenir un astronaute. Le réalisateur fait de cette idée de devenir astronaute le terreau fertile d’un croisement  de regard à deux caméras : la leur et la sienne,,,,.

## Synopsis
Espoir, jeune garçon vivant à Hihéatro, une petite ville dans la région des plateaux  du Togo, subit les moqueries de ses amis quand il leur annonce son rêve : devenir astronaute, le premier Togolais sur la Lune. La question qui se pose à ce stade est : Pourquoi pas ? Ainsi, tout au long du film, aidé par le réalisateur et ses amis devenus  reporters, il devient un héros national,,,.

## Fiche artistique
- Titre original : Un Togolais sur la  lune
- Genre : Fiction, Documentaire
- Réalisation : Rémi Jennequin
- Montage : Numa Pélissier
- Musique : Clinton Fearon, Gabriel Levasseur
- Son : François Ankou
- Montage de son : Olivier Voisin
- Mixage de son : Paul Jousselin
- Production : La Fémis
- Distribution : La Fémis
- Pays :  Togo
- Autre pays coproducteur : France
- Langue : français
- Durée : 35 minutes
- Date de sortie :  2012[12],[13]

## Distinctions
- 2013 : FIDMarseille - Festival International de Cinéma - Marseille (France) - Sélection officielle[14]
- 2012 : Festival Quintessence - Ouidah (Bénin)[15]
- 2012 : Boulogne Vidéo Festival - Boulogne-sur-Mer (France) - Prix de la meilleure réalisation[16]